# Нідерландська реформатська церква
Нідерландська реформатська церква була найбільшою християнською конфесією в Нідерландах від початку протестантської Реформації в 16 столітті до 1930 року. Це була початкова деномінація нідерландської королівської родини та головна протестантська деномінація до 2004 року. Це була найбільша з двох основних реформованих конфесій після того, як у 1892 році було засновано реформатські церкви в Нідерландах. Через голландську колонізацію він поширився в Сполучених Штатах, Південній Африці, Індонезії, Шрі-Ланці, Бразилії та інших регіонах світу. Відданість голландській реформаторській церкві була загальною рисою серед голландських іммігрантських громад у всьому світі та стала важливою частиною африканерського націоналізму в Південній Африці.

## Статус

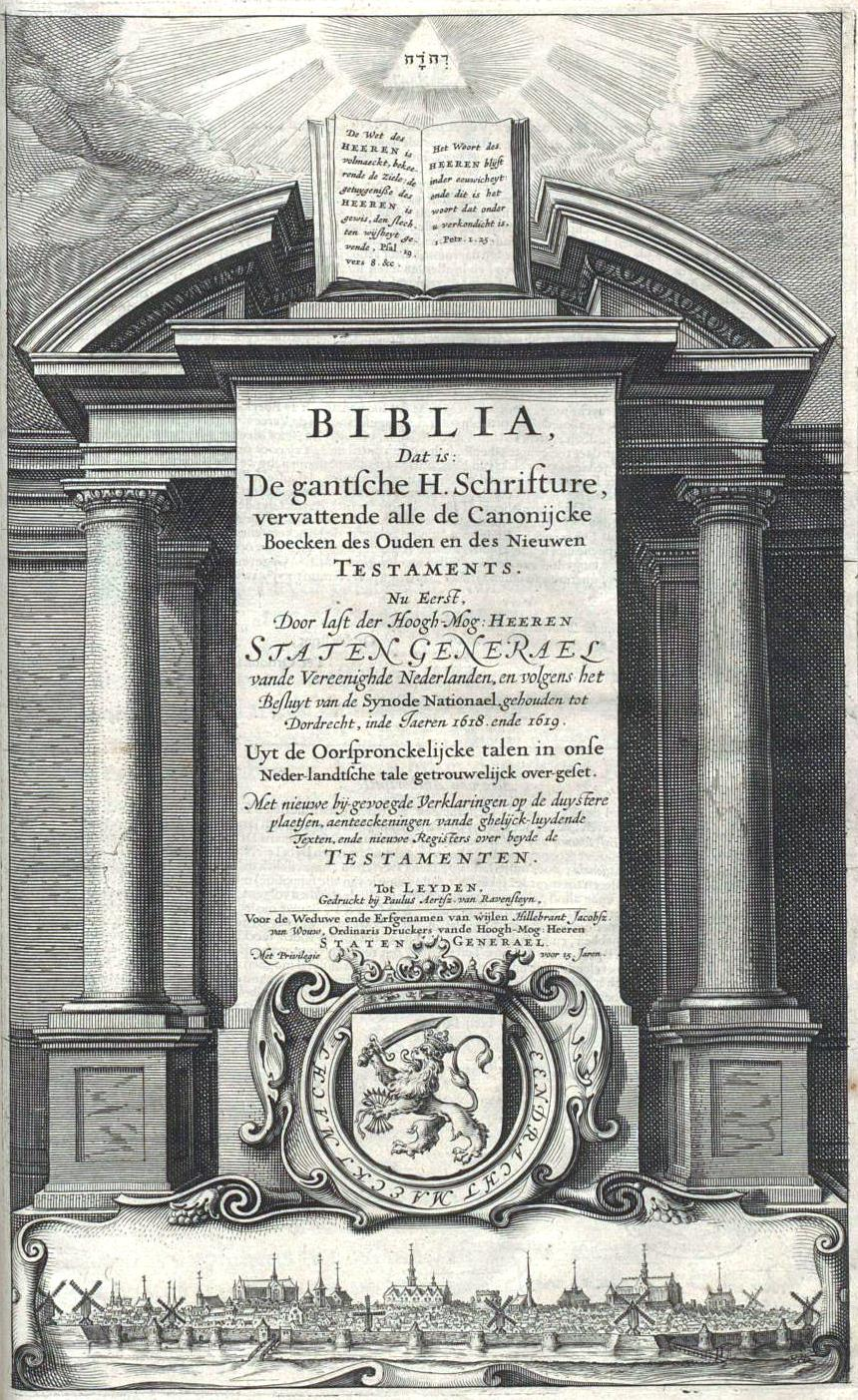
Титульна сторінка оригіналу Statenvertaling 1637 року

До розпаду Нідерландської республіки в 1795 році нідерландська реформатська церква мала статус «публічної» або «привілейованої» церкви. Хоча вона ніколи не була офіційно прийнятою державною релігією, закон вимагав, щоб кожен державний службовець приймав причастя. Отже, Церква мала тісні стосунки з нідерландським урядом. Привілеєм членів Нідерландської реформованої церкви було те, що вони могли мати свої підприємства відкритими в неділю, іншим було заборонено через те, що неділя вважалася релігійним днем, а не днем бізнесу. 

### Розпад
Нідерландська реформатська церква була офіційно ліквідована в 1795 році з кінцем республіки. Незважаючи на те, що королівська сім'я підтримувала її, у Нідерландах після цього ніколи не було публічної церкви.

## Історія

### Реформація та Синод в Емдені

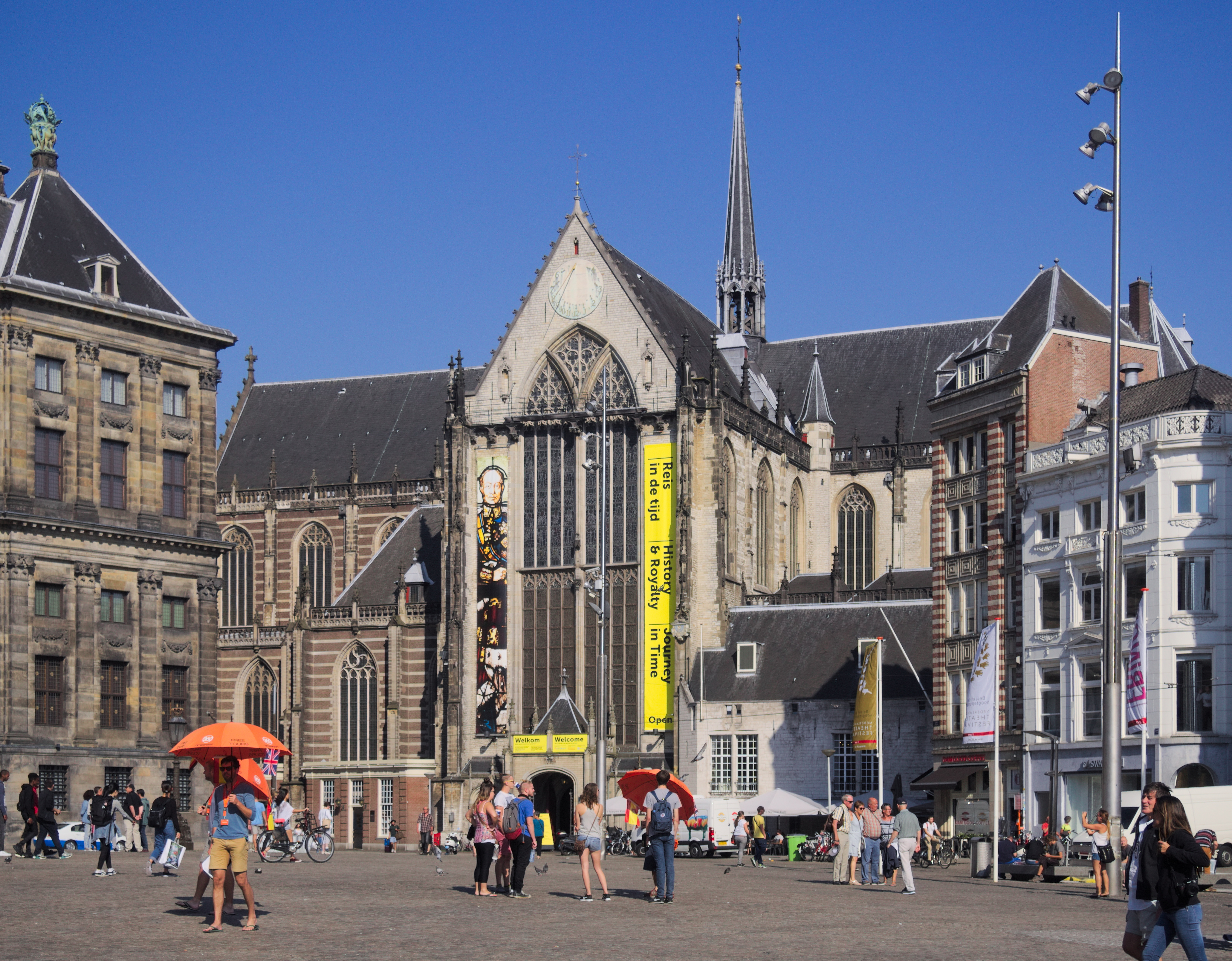
Нова церква в Амстердамі (тепер належить протестантській церкві в Нідерландах) все ще використовується для нідерландських королівських церемоній

Реформація була часом релігійного насильства та переслідувань з боку встановленої католицької церкви та урядів. Зусилля сформувати реформатську церкву в південних провінціях походили з таємної зустрічі протестантських лідерів в Антверпені в 1566 році, і, незважаючи на іспанські репресії, багато дворян приєдналися до протестантського руху. Через два роки, у 1568 році, після нападу на Нідерланди сил герцога Альби, багато нідерландців втекли до німецького міста Везель, де було скликано Синод, на якому було прийнято Бельгійське віросповідання та Гейдельберзький катехізис, а також були передбачені посади для пастора, пресвітера, учителя та диякона. У жовтні 1571 року в німецькому місті Емден відбувся перший Синод 23 нідерландських реформаторів. Синод в Емдені зазвичай вважається засновником Нідерландської реформатської церкви, найстарішої з реформатських церков у Нідерландах. Синод підтвердив дії попереднього Везельського Синоду, а також встановив пресвітеріанське церковне правління для Нідерландської реформованої церкви.

### Синод у Дорті
Перший Синод, який проходив у Нідерландській Республіці, відбувся в Дордрехті в 1578 році. Цю синодичну зустріч не слід плутати з більш відомим Другим синодом у Дорті 1618 року. Великі групи маранів оселилися в Емдені та прийняли християнство . Переважно всі маранці та багато єврейських груп прийняли християнство приблизно в 1649 році до церкви Нідерландів, Нідердойче, пізніше Нідерландської реформатської церкви. На останньому зібранні Отці Церкви виключили армініан і додали канони Дорту до віросповідань. Дортські канони разом із раніше прийнятим Бельгійським віросповіданням і Гейдельберзьким катехізисом називалися Drie formulieren van Enigheid (Три форми єдності). Більшість конфліктів і розколів у Церкві виникали через розбіжності щодо суті та тлумачення цих доктринальних документів. Уряд Нідерландської Республіки, який спровокував вигнання армініан, згодом заборонив реформаторській церкві збиратися синодально. Жоден Синод не проводився в Нідерландах до кінця республіки в 1795 році.

### Подальша реформація
17-е та початок 18-го століть були епохою голландської Nadere Reformatie (найкраще перекладається англійською як Подальша Реформація), очолюваної в основному Гісбертом Воецієм та Вільгельмом Бракелем, який перебував під великим впливом англійського пуританства . 

### Розкол XIX століття

Історія церков у Нідерландах

У 19 столітті теологічний лібералізм призвів до розколу в Нідерландській реформаторській церкві. Король Нідерландів Вільгельм I запровадив нову форму правління для церкви, згідно з якою цивільна влада обрала комісарів до Національного Синоду в 1816 році, що ускладнювало служителям виступати проти усвідомлених помилок. У 1834 році священику Гендрику де Коку з міста Ульрум лідери церкви сказали, що він не може проповідувати проти певних колег, які, на його думку, дотримувалися помилкових поглядів. Він і його громада відокремилися від нідерландської реформатської церкви. Згодом Afscheiding (розділення) призвело до відходу 120 конгрегацій від Нідерландської реформованої церкви. У 1886 році відбулося ще одне відокремлення, Doleantie, яке очолив голландський реформатський журналіст, теолог і політик Абрагам Кьойпер . 

### Від XX століття до сьогодення
Нідерландська реформатська церква залишалася найбільшим церковним органом у Нідерландах до середини 20 століття, тоді коли її витіснила Римо-католицька церква. Швидка секуляризація Нідерландів у 1960-х роках різко зменшила участь у основній протестантській церкві. Починаючи з 60-х років, було зроблено ряд спроб здійснити возз'єднання з реформаторськими церквами в Нідерландах (Gereformeerde Kerken у Нідерландах). Це призвело до об'єднання двох церков з Євангелічно-лютеранською церквою Королівства Нідерландів для створення протестантської церкви в Нідерландах у 2004 році. 
Злиття у 2004 році призвело до поділу, під час якого кілька конгрегацій і членів Нідерландської реформатської церкви розділилися, щоб утворити Відновлену реформатську церкву (Hersteld Hervormde Kerk). Оцінки їхнього членства коливаються від 35 000 до 70 000 у приблизно 120 місцевих конгрегаціях, які обслуговують 88 служителів. Відновлена реформатська церква не схвалює плюралістичний характер об'єднаної церкви, яка, як вони стверджують, містить частково суперечливі реформатську та лютеранську конфесії. Ця консервативна група також виступає проти висвячення жінок і благословення одностатевих союзів у християнських церквах, які були прийняті як практика об'єднаної церкви. 